# Odesia apicalis
Odesia apicalis är en stekelart som först beskrevs av Szepligeti 1906.  Odesia apicalis ingår i släktet Odesia och familjen bracksteklar. Inga underarter finns listade i Catalogue of Life.